# Samuel Griffin

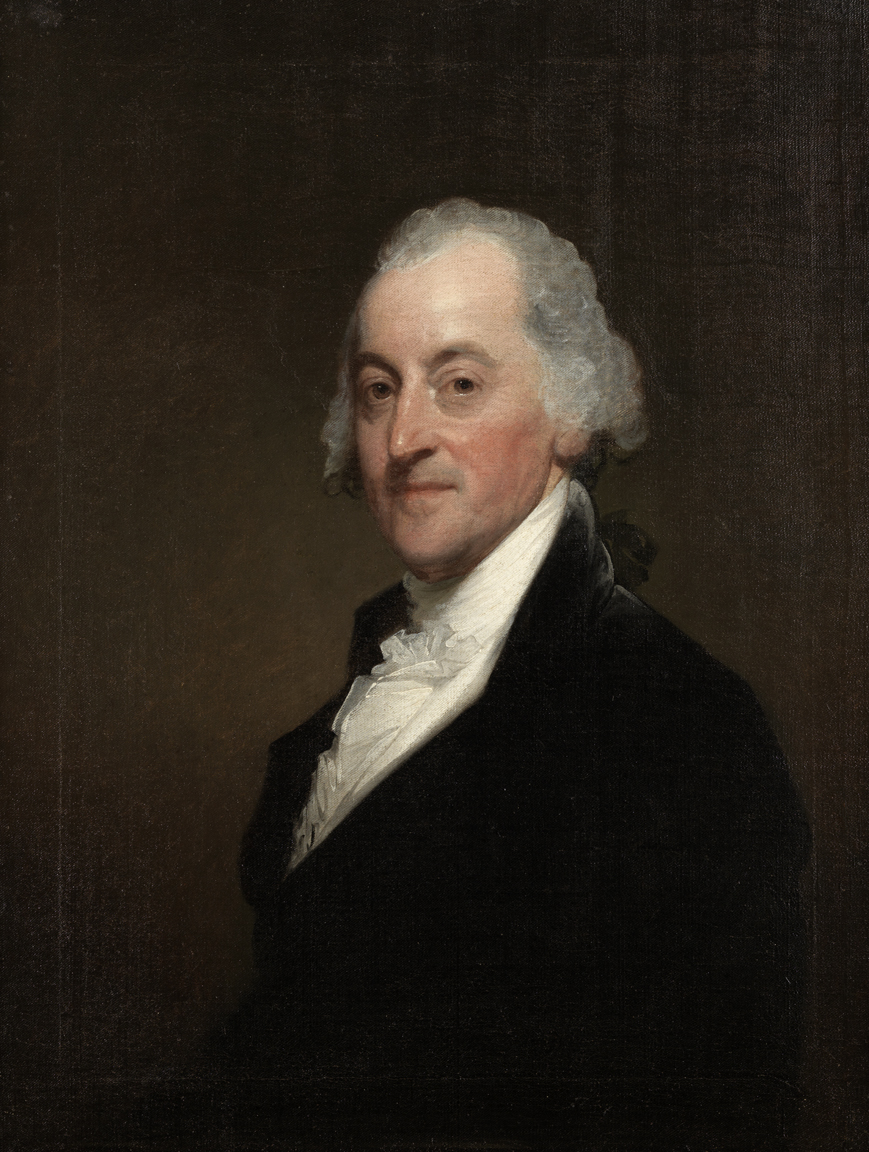
Samuel Griffin (Gemälde von Gilbert Stuart)

Samuel Griffin (* 1746 im Richmond County, Colony of Virginia; † 3. November 1810) war ein US-amerikanischer Politiker. Zwischen 1789 und 1795 vertrat er den Bundesstaat Virginia im US-Repräsentantenhaus.

## Werdegang
Samuel Griffin wuchs während der britischen Kolonialzeit auf und erhielt eine gute Schulausbildung. Nach einem anschließenden Jurastudium und seiner Zulassung als Rechtsanwalt begann er in diesem Beruf zu arbeiten. In den 1770er Jahren schloss er sich der amerikanischen Revolution an und diente während des Unabhängigkeitskrieges als Oberst in der Kontinentalarmee. Dabei wurde er im Jahr 1776 verwundet. Griffin war auch Mitglied im Kriegsausschuss (State Board of War) von Virginia. Nach dem Krieg schlug er eine politische Laufbahn ein. In den Jahren 1786 bis 1788 gehörte er dem Abgeordnetenhaus von Virginia an. Von 1779 bis 1780 war er Bürgermeister der Stadt Williamsburg.
Bei den Kongresswahlen des Jahres 1789 wurde Griffin im neunten Wahlbezirk von Virginia in das damals noch in New York tagende US-Repräsentantenhaus gewählt, wo er am 4. März 1789 sein neues Mandat antrat. Nach zwei Wiederwahlen konnte er bis zum 3. März 1795 drei Legislaturperioden im Kongress absolvieren. Seit 1793 vertrat er den neu eingerichteten 13. Distrikt seines Staates. Während seiner Zeit im Kongress wurde mit den ersten zehn Verfassungszusätzen die Bill of Rights ratifiziert.
Nach dem Ende seiner Zeit im US-Repräsentantenhaus verliert sich die Spur von Samuel Griffin. Die Quellen erwähnen nur noch seinen Tod am 3. November 1810.